# Bania-Berezów
Bania-Berezów (ukr. Баня-Березів, pol. hist. Bania Berezowska) – wieś na Ukrainie, w obwodzie iwanofrankiwskim, w rejonie kosowskim.